# Parathesis lenticellata
Parathesis lenticellata är en viveväxtart som beskrevs av C.L. Lundell. Parathesis lenticellata ingår i släktet Parathesis och familjen viveväxter. Inga underarter finns listade i Catalogue of Life.